# Copa de las Naciones de la OFC de Fútbol Playa 2019
La Copa de las Naciones de la OFC de Fútbol Playa 2019 fue la sexta edición de la competición. Se disputó en Papeete, Tahití del 17 al 22 de junio de 2019. 
Definió el representante oceánico en la Copa Mundial de Fútbol Playa FIFA 2019. La competición se volvió a disputar después de una ausencia de seis años.

## Participantes
En cursiva el debutante
| Islas Salomón | Nueva Caledonia | Tahití |
| Tonga         | Vanuatu         |        |

## Sistema de competición
Las selecciones jugaron con el sistema de todos contra todos, el tercer y cuarto puesto jugaron un partido por el tercer lugar y los dos primeros jugaron la final. El equipo ganador clasificó a la Copa del Mundo.

## Clasificación
| Pos. | Equipo              | Pts. | PJ | G | W+ | WP | P | GF | GC | Dif. | Clasificación |
| ---- | ------------------- | ---- | -- | - | -- | -- | - | -- | -- | ---- | ------------- |
| 1    | Tahití (H, Q)       | 12   | 4  | 4 | 0  | 0  | 0 | 52 | 9  | +43  | Final         |
| 2    | Islas Salomón (Q)   | 9    | 4  | 3 | 0  | 0  | 1 | 19 | 14 | +5   | Final         |
| 3    | Vanuatu (T)         | 6    | 4  | 2 | 0  | 0  | 2 | 33 | 22 | +11  | Tercer Lugar  |
| 4    | Nueva Caledonia (T) | 3    | 4  | 1 | 0  | 0  | 3 | 17 | 27 | −10  | Tercer Lugar  |
| 5    | Tonga (E)           | 0    | 4  | 0 | 0  | 0  | 4 | 6  | 55 | −49  |               |

 Fuente: OFC

## Resultados
| 17 de junio de 2019, 14:00 | Nueva Caledonia | 0:2                       | Islas Salomón           | Aorai Tini Hau, Papeete                                              |                                                                      |
|                            |                 | ( 0:0, 0:2, 0:0 ) Reporte | Mafane 21' · Fa'ari 24' | Asistencia: 200 espectadores Árbitro(s): Aurelien Planchais-Godefroy | Asistencia: 200 espectadores Árbitro(s): Aurelien Planchais-Godefroy |

| 17 de junio de 2019, 16:00 | Tahití                                                                                             | 8:2                       | Vanuatu                             | Aorai Tini Hau, Papeete                            |                                                    |
|                            | - Salem 4', 15' - Tepa 13', 17' - Labaste 13' - Chan Kat 29' (p) - Li Fung Kuee 31' - Teriitau 31' | ( 1:0, 4:1, 3:1 ) Reporte | - Boulet 19' - Meltecoin 31' (pen.) | Asistencia: 900 espectadores Árbitro(s): Hugo Pado | Asistencia: 900 espectadores Árbitro(s): Hugo Pado |

- Equipo libre:  Tonga.

| 18 de junio de 2019, 14:00 | Vanuatu                    | 2:4                       | Islas Salomón                                      | Aorai Tini Hau, Papeete                            |                                                    |
|                            | - Mansale 31' - Wilson 33' | ( 0:0, 0:1, 2:3 ) Reporte | - Mafane 14' - Koipala 30' - Fa'ari 32' - Aisa 36' | Asistencia: 200 espectadores Árbitro(s): Pari Oito | Asistencia: 200 espectadores Árbitro(s): Pari Oito |

| 18 de junio de 2019, 16:00 | Tahití | 23:1                       | Tonga        | Aorai Tini Hau, Papeete                               |                                                       |
|                            | - Tepa 1', 3', 12', 14', 17', 24' - Li Fung Kuee 2', 35', 36' - Tehau 5' - Labaste 7', 14', 30', 31' - Teriitau 10' - Chan Kat 15', 17', 26' - Tchen 28', 32', 36' - Taiarui 30', 32' | ( 7:1, 6:0, 10:0 ) Reporte | - Kaufusi 5' | Asistencia: 1000 espectadores Árbitro(s): Jimmy Malap | Asistencia: 1000 espectadores Árbitro(s): Jimmy Malap |

- Equipo libre:  Nueva Caledonia.

| 19 de junio de 2019, 14:00 | Islas Salomón                                                                                | 7:1                       | Tonga         | Aorai Tini Hau, Papeete                               |                                                       |
|                            | - Naka 7' - Peter 9' - Fa'ari 10', 22' - Kaufusi 16' (o.g.) - Havili 17' (o.g.) - Mafane 26' | ( 3:0, 3:1, 1:0 ) Reporte | - Ulavalu 18' | Asistencia: 100 espectadores Árbitro(s): Rudolphe Tau | Asistencia: 100 espectadores Árbitro(s): Rudolphe Tau |

| 19 de junio de 2019, 16:00 | Vanuatu | 14:7                      | Nueva Caledonia                                                     | Aorai Tini Hau, Papeete                                |                                                        |
|                            | - Mansale 4', 32' - Boulet 5', 16', 20', 35' - Kapalu 6', 22' - Malapa 9' - Meltecoin 9', 33' - Tasip 16' - Massing 18' - Thomas 30' | ( 5:2, 6:2, 3:3 ) Reporte | - Athale 3', 8', 33' - Diaiké 23', 24' - Roine 29' - Wakanumune 34' | Asistencia: 100 espectadores Árbitro(s): Faraz Hussein | Asistencia: 100 espectadores Árbitro(s): Faraz Hussein |

- Equipo libre:  Tahití.

| 20 de junio de 2019, 14:00 | Tonga         | 1:10                      | Nueva Caledonia | Aorai Tini Hau, Papeete                            |                                                    |
|                            | - Uhatahi 12' | ( 1:2, 0:3, 0:5 ) Reporte | - Katrawa 10' - Weinane 12' - Wakanumune 15' - Takelo 20' (o.g.) - Roine 21', 31', 36', 36' - Athale 25' - Diaiké 28' | Asistencia: 200 espectadores Árbitro(s): Felix Bea | Asistencia: 200 espectadores Árbitro(s): Felix Bea |

| 20 de junio de 2019, 16:00 | Islas Salomón                                                       | 6:11                      | Tahití                                                                                          | Aorai Tini Hau, Papeete                                  |                                                          |
|                            | - Peter 7', 10' - Naka 16' - Mafane 16', 19' (p) - Tchen 32' (a.g.) | ( 2:3, 3:3, 1:5 ) Reporte | - Labaste 3', 13' - Taiarui 8', 24' - Teriitau 10', 16', 25' - Tavanae 26', 29' - Tepa 27', 28' | Asistencia: 1.500 espectadores Árbitro(s): Malkom Mayoho | Asistencia: 1.500 espectadores Árbitro(s): Malkom Mayoho |

- Equipo libre:  Vanuatu.

| 21 de junio de 2019, 14:00 | Tonga                                   | 3:15                      | Vanuatu | Aorai Tini Hau, Papeete                                              |                                                                      |
|                            | - Uhatahi 15' - Havili 35' - Tutone 36' | ( 0:4, 1:4, 2:7 ) Reporte | - Mansale 6', 10', 29' - Kapalu 6' (p), 15' - Meltecoin 12', 30', 35' - Wilson 19', 20' - Boulet 21', 26', 30', 33' - Iaruel 36' | Asistencia: 200 espectadores Árbitro(s): Aurélien Planchais-Godefroy | Asistencia: 200 espectadores Árbitro(s): Aurélien Planchais-Godefroy |

| 21 de junio de 2019, 16:00 | Nueva Caledonia | 0:10                      | Tahití                                                                                          | Aorai Tini Hau, Papeete                              |                                                      |
|                            |                 | ( 0:5, 0:1, 0:4 ) Reporte | - Taiarui 1', 13', 25' - Chan Kat 4' - Tehau 7', 8' - Tavanae 11' - Labaste 27', 35' - Tepa 31' | Asistencia: 1.200 espectadores Árbitro(s): Hugo Pado | Asistencia: 1.200 espectadores Árbitro(s): Hugo Pado |

- Equipo libre:  Islas Salomón.

## Segunda fase
|  | Final         |               |   |  |
|  |               |               |   |  |
|  | Tahití        | Tahití        | 4 |  |
|  | Tahití        | Tahití        | 4 |  |
|  | Islas Salomón | Islas Salomón | 3 |  |
|  | Islas Salomón | Islas Salomón | 3 |  |

|  | Tercer puesto   |                 |   |  |
|  |                 |                 |   |  |
|  | Vanuatu         | Vanuatu         | 7 |  |
|  | Vanuatu         | Vanuatu         | 7 |  |
|  | Nueva Caledonia | Nueva Caledonia | 8 |  |
|  | Nueva Caledonia | Nueva Caledonia | 8 |  |

### Tercer puesto
| 22 de junio de 2019, 14:00 | Vanuatu                                                                    | 7:8 (t. s.)               | Nueva Caledonia                                                                        | Aorai Tini Hau, Papeete                              |                                                      |
|                            | - Mansale 11' - Wilson 13', 26' - Boulet 27', 28' - Thomas 31' - Tasip 34' | ( 1:3, 1:2, 5:3 ) Reporte | - Bamy 6' - Roine 11' (pen.), 23', 26' - Katrawa 12' - Dokunengo 21', 37' - Athale 27' | Asistencia: 1.100 espectadores Árbitro(s): Hugo Pado | Asistencia: 1.100 espectadores Árbitro(s): Hugo Pado |

### Final
| 22 de junio de 2019, 16:00 | Tahití                                             | 4:3                       | Islas Salomón                        | Aorai Tini Hau, Papeete                                  |                                                          |
|                            | - Tepa 22' (pen.) - Tavanae 22', 27' - Taiarui 30' | ( 0:0, 2:1, 2:2 ) Reporte | - Farobo 18' - Aisa 28' - Mafane 36' | Asistencia: 1.500 espectadores Árbitro(s): Faraz Hussein | Asistencia: 1.500 espectadores Árbitro(s): Faraz Hussein |

## Goleadores[4]
| Jugador           | Selección       | Goles |
| ----------------- | --------------- | ----- |
| Patrick Tepa      | Tahití          | 12    |
| Loic Boulet       | Vanuatu         | 11    |
| Tearii Labaste    | Tahití          | 9     |
| Heimanu Taiarui   | Tahití          | 8     |
| Amy Antoine Roine | Nueva Caledonia | 8     |

## Clasificado a laCopa Mundial de Fútbol Playa FIFA 2019
| Bandera de Polinesia Francesa |
| Campeón Tahití                |
| Segundo título                |